# Cantón de Vorey
El cantón de Vorey era una división administrativa francesa, que estaba situada en el departamento de Alto Loira y la región de Auvernia.

## Composición
El cantón estaba formado por siete comunas:
- Beaulieu
- Chamalières-sur-Loire
- Mézères
- Roche-en-Régnier
- Rosières
- Saint-Pierre-du-Champ
- Vorey

## Supresión del cantón de Vorey
En aplicación del Decreto nº 2014-162 de 17 de febrero de 2014, el cantón de Vorey fue suprimido el 22 de marzo de 2015 y sus 7 comunas pasaron a formar parte; cinco del nuevo cantón de Emblavez y Meygal y dos del nuevo cantón de la Meseta del Alto Velay Granítico.